# عبد الله الهزاع
عبد الله محمد أحمد عبد الله الهزاع (ولد في 19 يوليو 1990) لاعب كرة قدم بحريني دولي يجيد اللعب في مركز قلب الدفاع. يلعب حاليا لصالح الخالدية في الدوري البحريني الممتاز من 2022.

## المسيرة الرياضية

### الأندية
في 1 يوليو 2008 تم تصعيد الهزاع إلى الفريق الأول بنادي الرفاع الشرقي. في موسمه الأول 2008-2009 وفي بطولة دوري التصنيف ساهم في احتلال فريقه المركز الرابع بفارق 5 نقاط عن البطل المحرق. وفي بطولة كأس ملك البحرين ساهم في وصول فريقه إلى الدور الربع النهائي عندما خسر من النجمة 1-2. وفي بطولة كأس ولي العهد البحريني خرج فريقه من المباراة الأولى عندما خسر في الدور النصف النهائي من المحرق 3-4. وفي بطولة كأس الاتحاد البحريني فشل فريقه في التأهل إلى الدور النصف النهائي عندما احتل المركز الثالث في المجموعة الأولى بفارق نقطة واحدة عن المتصدر النجمة.
في موسمه الثاني 2009-2010 وفي بطولة الدوري الممتاز ساهم في احتلال فريقه المركز العاشر الأخير بفارق 3 نقاط عن منطقة الأمان وبالتالي الهبوط إلى الدرجة الثانية. وفي بطولة كأس ملك البحرين خرج من مباراته الأولى عندما خسر في الدور الثمن النهائي من الحد 0-2.
في موسمه الثالث 2010-2011 وفي بطولة دوري الدرجة الثانية ساهم في احتلال فريقه المركز الثاني الوصيف وصعد مع البطل البحرين إلى الدوري الممتاز. وفي بطولة كأس ملك البحرين خرج من مباراته الأولى عندما خسر في الدور الثمن النهائي من البحرين 1-3.
في موسمه الرابع 2011-2012 وفي بطولة الدوري الممتاز ساهم في احتلال فريقه المركز العاشر الأخير بفارق 5 نقاط عن منطقة الأمان وبالتالي هبط إلى الدرجة الثانية. وفي بطولة كأس ملك البحرين ساهم في وصول فريقه إلى الدور الربع النهائي عندما خسر من المحرق 1-2.
في 1 أغسطس 2012 انتقل الهزاع من الرفاع الشرقي إلى الحد البحريني (الدوري الممتاز) بالإعارة لمدة موسم واحد. في موسمه الوحيد 2012-2013 وفي بطولة الدوري الممتاز ساهم في احتلال فريقه المركز الثالث بفارق 7 نقاط عن البطل البسيتين. وفي بطولة كأس ملك البحرين ساهم في وصول فريقه إلى الدور الربع النهائي عندما خسر من المحرق 0-2. وفي بطولة كأس الاتحاد العربي للأندية ساهم في مساعدة فريقه في تخطي شباب الأردن الأردني بفضل قاعدة الأهداف خارج الأرض بعد التعادل 1-1 في مجموع المباراتين ليتأهل إلى الدور الثمن النهائي حيث خسر من النصر السعودي 0-5 في مجموع المباراتين. في 30 يونيو 2023 انتهت الإعارة مع الحد وعاد الهزاع إلى الرفاع الشرقي.
في موسمه الخامس 2013-2014 وفي بطولة دوري الدرجة الثانية ساهم في تتويج فريقه بالبطولة بعدما تصدر الترتيب بفارق 6 نقاط عن وصيفه البحرين وصعدا معا إلى الدوري الممتاز وليحقق الهزاع أولى بطولاته الشخصية. وفي بطولة كأس ملك البحرين ساهم في تتويج فريقه بالبطولة بعدما تغلب في المباراة النهائية على البسيتين 2-1 ليحقق الهزاع ثاني بطولاته الشخصية.
في موسمه السادس 2014-2015 وفي بطولة الدوري الممتاز ساهم في احتلال فريقه المركز الرابع بفارق 7 نقاط عن البطل المحرق. وفي بطولة كأس ملك البحرين خرج من مباراته الأولى عندما خسر في الدور الثمن النهائي من البسيتين 3-4. وفي بطولة كأس السوبر البحريني ساهم في تتويج فريقه بالبطولة بعدما تغلب على الرفاع بركلات الترجيح ليحقق الهزاع ثالث بطولاته الشخصية. وفي بطولة دوري أبطال الخليج ساهم في وصول فريقه إلى الدور الربع النهائي عندما خسر خارج أرضه من الشباب الإماراتي 1-3.
في موسمه السابع 2015-2016 وفي بطولة الدوري الممتاز ساهم في احتلال فريقه المركز الخامس بفارق نقطتين عن منطقة الهبوط. وفي بطولة كأس ملك البحرين خرج من مباراته الأولى عندما خسر في الدور الثمن النهائي من المنامة بركلات الترجيح. وفي بطولة كأس الاتحاد البحريني ساهم في وصول فريقه إلى الدور النصف النهائي عندما خسر من الأهلي 0-1.
في موسمه الثامن 2016-2017 وفي بطولة الدوري الممتاز ساهم في احتلال فريقه المركز السادس بفارق 6 نقاط عن منطقة الهبوط. وفي بطولة كأس ملك البحرين خرج من مباراته الأولى عندما خسر في الدور الثمن النهائي من الحد 0-4. وفي بطولة كأس الاتحاد البحريني فشل فريقه في التأهل إلى الدور النصف النهائي بعدما احتل المركز السابع في المجموعة الثانية بفارق 7 نقاط عن صاحب المركز الثاني البحرين.
في موسمه التاسع 2017-2018 وفي بطولة الدوري الممتاز ساهم في احتلال فريقه المركز الثامن بفارق نقطتين عن منطقة الأمان وتأهل إلى ملحق البقاء حيث فاز على البسيتين 3-2 في مجموع المباراتين. وفي بطولة كأس ملك البحرين خرج من المرحلة الأولى عندما خسر في الدور الثمن النهائي من المحرق 1-2 في مجموع المباراتين.
في موسمه العاشر 2018-2019 وفي بطولة الدوري الممتاز ساهم في احتلال فريقه المركز السادس بفارق 6 نقاط عن منطقة الهبوط. وفي بطولة كأس ملك البحرين ساهم في تتويج فريقه بالبطولة بعدما تغلب في المباراة النهائية على الأهلي 3-1 ليحقق الهزاع رابع بطولاته الشخصية. وفي بطولة كأس النخبة البحريني ساهم في وصول فريقه إلى الدور النصف النهائي عندما خسر من المحرق 0-3.
في موسمه الحادي عشر 2019-2020 وفي بطولة الدوري الممتاز ساهم في احتلال فريقه المركز الخامس بفارق 9 نقاط عن منطقة الهبوط. وفي بطولة كأس ملك البحرين ساهم في وصول فريقه إلى الدور الربع النهائي عندما خسر من الرفاع بركلات الترجيح بعد التعادل 3-3 في مجموع المباراتين. وفي بطولة كأس الاتحاد البحريني ساهم في وصول فريقه إلى الدور النصف النهائي عندما خسر من البسيتين 0-1.
في موسمه الثاني عشر والأخير 2020-2021 وفي بطولة الدوري الممتاز ساهم في احتلال فريقه المركز الثاني الوصيف بفارق 10 نقاط عن البطل الرفاع. وفي بطولة كأس ملك البحرين ساهم في وصول فريقه إلى الدور النصف النهائي عندما خسر من الرفاع 1-2. وفي بطولة كأس الاتحاد البحريني ساهم في وصول فريقه إلى المباراة النهائية عندما خسر من المحرق 1-2.
في 26 يوليو 2021 انتقل الهزاع من الرفاع الشرقي إلى التضامن الكويتي (الدوري الممتاز) بالإعارة لمدة موسم واحد. في موسمه الوحيد 2021-2022 وفي بطولة الدوري الممتاز ساهم في احتلال فريقه المركز الثامن بفارق 4 نقاط عن منطقة الهبوط. وفي بطولة كأس الأمير خرج من مباراته الأولى عندما خسر في الدور التمهيدي من الشباب بركلات الترجيح. وفي بطولة كأس ولي العهد خرج من مباراته الأولى عندما خسر في الدور التمهيدي من العربي 0-3. وفي بطولة كأس الاتحاد الكويتي فشل فريقه في الصعود إلى الدور النصف النهائي بعدما احتل المركز الثالث في المجموعة الثانية بفارق 4 نقاط عن صاحب المركز الثاني النصر. في 30 يونيو 2022 انتهت الإعارة في التضامن وعاد الهزاع إلى الرفاع الشرقي.
في 19 يوليو 2022 انتقل الهزاع من الرفاع الشرقي إلى الخالدية البحريني (الدوري الممتاز) في صفقة انتقال حر. في موسمه الأول 2022-2023 وفي بطولة الدوري الممتاز ساهم في تتويج فريقه بالبطولة بعدما تصدر الترتيب بفارق نقطة واحدة عن وصيفه المنامة ليحقق الهزاع خامس بطولاته الشخصية. وفي بطولة كأس ملك البحرين خرج فريقه من مباراته الأولى عندما خسر في الدور الثمن النهائي من سترة بركلات الترجيح. وفي بطولة كأس السوبر البحريني ساهم في تتويج فريقه بالبطولة بعدما تغلب على الرفاع بهدفين نظيفين ليحقق الهزاع سادس بطولاته الشخصية.

### المنتخبات
في 19 سبتمبر 2010 قرر المدرب النمساوي جوزيف هيكرسبيرغر استدعاء الهزاع للمشاركة في أول مباراة دولية مع البحرين وكانت أمام الأردن وديا وانتهت بخسارة البحرين 0-2 وقد دخل الهزاع بديلا في الشوط الثاني مكان محمد حبيل.
تم استدعاء الهزاع للمشاركة مع البحرين في بطولة بطولة اتحاد غرب آسيا لكرة القدم 2010 في الأردن حيث لعب مباراة واحدة وكانت أمام إيران وهي أول مباراة دولية رسمية له حيث انتهت بخسارة البحرين 0-3. وفي نهاية المطاف فشل البحرين في التأهل إلى الدور النصف النهائي عندما احتل المركز الثاني في المجموعة الأولى بفارق نقطة واحدة عن المتصدر إيران.
قرر المدرب الإنجليزي بيتر تايلور استدعاء الهزاع للمشاركة في بطولة كرة القدم في دورة الألعاب العربية 2011 في قطر ولم يشارك الهزاع سوى بديلا في المباراة النهائية عندما حل مكان إبراهيم العبيدلي وساهم في تتويج البحرين بالبطولة بعدما تغلب على الأردن بهدف نظيف وليحقق البحرين والهزاع أولى بطولاتهما الدولية.
قرر المدرب الأرجنتيني غابرييل كالديرون استدعاء الهزاع للمشاركة مع البحرين في بطولة اتحاد غرب آسيا لكرة القدم 2012 في الكويت ولم يشارك الهزاع سوى أساسيا في مباراة واحدة وكانت تحديد صاحب المركز الثالث أمام عمان وانتهت بخسارة البحرين 0-1.
قرر كالديرون الاعتماد على الهزاع في تصفيات كأس آسيا 2015 حيث ساهم في الفوز قطر وماليزيا واليمن والتعادل مع ماليزيا وقطر وبالتالي تصدر البحرين المجموعة الرابعة بفارق نقطة واحدة عن وصيفه قطر وتأهلا معا إلى نهائيات البطولة.
قرر المدرب الإنجليزي أنتوني هدسون استدعاء الهزاع للمشاركة في بطولة اتحاد غرب آسيا لكرة القدم 2014 في قطر حيث ساهم في التعادل مع العراق وعمان سلبيا ليتصدر البحرين المجموعة الثانية بالقرعة ويتأهل إلى الدور النصف النهائي حيث شارك الهزاع في المباراة التي خسرها البحرين من الأردن 0-1 ليحتل البحرين في نهاية المطاف المركز الثالث في البطولة.
قرر المدرب العراقي عدنان حمد استدعاء الهزاع للمشاركة مع البحرين في بطولة كأس الخليج العربي 22 في السعودية حيث لعب جميع المباريات الثلاث في دور المجموعات (التعادل سلبيا مع اليمن وقطر والخسارة من السعودية المستضيف 0-3) ليفشل البحرين في التأهل إلى الدور النصف النهائي بعدما احتل المركز الرابع الأخير بفارق نقطة واحدة عن صاحب المركز الثاني قطر.
قرر المدرب البحريني مرجان عيد استدعاء الهزاع للمشاركة في بطولة كأس آسيا 2015 في أستراليا وشارك أساسيا في مباراة واحدة التي انتهت بفوز البحرين على قطر 2-1 ليفشل البحرين في التأهل إلى الدور الربع النهائي بعدما احتل المركز الثالث بفارق 3 نقاط عن صاحب المركز الثاني الإمارات.
قرر المدرب الأرجنتيني سيرخيو باتيستا استدعاء الهزاع للمشاركة في تصفيات كأس العالم 2018 – آسيا المرحلة الثانية حيث شارك في 6 مباريات وساهم في الفوز على اليمن والفلبين والخسارة من كوريا الشمالية مرتين والفلبين وأوزبكستان ليفشل البحرين في التأهل إلى المرحلة الثالثة بعدما احتل المركز الرابع في المجموعة الثامنة بفارق 12 نقطة عن المتصدر أوزبكستان وفشل أيضا في التأهل إلى نهائيات بطولة كأس آسيا 2019 وانتقل للعب في تصفيات كأس آسيا 2019 – المرحلة الثالثة.
بعد التجاهل الكبير من قبل المدرب التشيكي ميروسلاف سوكوب قرر المدرب البرتغالي هيليو سوزا استدعاء الهزاع للمشاركة مع البحرين في بطولة اتحاد غرب آسيا لكرة القدم 2019 في العراق حيث شارك الهزاع أساسيا في فوز البحرين على الأردن والكويت 1-0 على التوالي ليتصدر البحرين المجموعة الثانية ويتأهل إلى المباراة النهائية عندما توج البحرين بالبطولة بعدما تغلب على العراق المستضيف بهدف عيسى موسى ليحقق البحرين وهزاع ثاني بطولاتهما الدولية.
بعد 3 أشهر من البطولة السابقة قرر سوزا المواصلة في استدعاء الهزاع وهذه المرة للمشاركة في بطولة كأس الخليج العربي 24 في قطر واستمر سوزا في سياسة تدوير مشاركة اللاعبين حيث لعب الهزاع أساسيا في المباراة الثانية في دور المجموعات أمام السعودية واتي انتهت بخسارة البحرين 0-2 لينطلق بعدها البحرين ليحقق المركز الثاني في المجموعة الثانية بعد فوزه على الكويت 4-2 وذلك بفارق الأهداف عن عمان ليواجه العراق في الدور النصف النهائي فيقرر سوزا إشراك الهزاع أساسيا حيث سجل هدف التعادل في الدقيقة 14 بصناعة المدافع وليد الحيام ليسجل الهزاع أول أهدافه الدولية. استمر التعادل حتى نهاية الوقت الإضافي حيث تم اللجوء إلى ركلات الترجيح واستطاع البحرين الفوز بها وليتأهل إلى المباراة النهائية حيث تغلب على السعودية بهدف نظيف ليحقق البحرين والهزاع ثالث بطولاتهما الدولية.
واصل سوزا الاعتماد على الهزاع وهذه المرة في تصفيات كأس العالم 2022 – آسيا الجولة الثانية وساهم الهزاع في فوز البحرين على كمبوديا وإيران وهونغ كونغ والتعادل مع العراق مرتين وهونغ كونغ ليفشل البحرين في التأهل إلى الدور الثالث بعدما احتل المركز الثالث في المجموعة الثالثة بفارق 3 نقاط عن إيران وفشل كذلك في التأهل مباشرة إلى نهائيات بطولة كأس آسيا 2023 وانتقل للعب في تصفيات كأس آسيا 2023 – الدور الثالث.
وفي تصفيات بطولة كأس العرب 2021 ساهم الهزاع في فوز البحرين على الكويت 2-0 ليتأهل البحرين إلى نهائيات البطولة. وكانت هذه المباراة هي آخر مباراة دولية رسمية للهزاع.
في 23 مارس 2022 شارك الهزاع في آخر مباراة دولية له مع البحرين وكانت أمام الهند وديا وانتهت بفوز البحرين 2-1.

## الإنجازات والألقاب
- الرفاع الشرقي (4)
  - دوري الدرجة الثانية (1): 2014/2013
  - كأس ملك البحرين (2): 2014/2013 - 2019/2018
  - كأس السوبر البحريني (1): 2014
- الخالدية (2)
  - الدوري البحريني الممتاز (1): 2023/2022
  - كأس السوبر البحريني (1): 2022
- منتخب البحرين (3)
  - دورة الألعاب العربية (1): 2011
  - بطولة اتحاد غرب آسيا (1): 2019
  - كأس الخليج العربي (1): 2019

## روابط خارجية
- عبد الله الهزاع على موقع ناشيونال فوتبول تيمز (الإنجليزية)
- عبد الله الهزاع على موقع Soccerway.com (الإنجليزية)